# Far Gate
Far Gate, (ранее — The Rift) — компьютерная игра в жанре стратегии в реальном времени, разработанная студией Super X Studios (ранее Thrushwave Technology) и изданная компанией Microïds для Microsoft Windows в 2000 году.

## Игровой процесс
Far Gate является трёхмерной игрой, в которой игрок берёт на себя управление капитаном-контрабандистом Джейкобом Висеро, которого шантажом заставляют участвовать в колонизации людьми-«терранами» звёздной системы Проксимы Центавра. Его задача — победить две другие противоборствующие стороны. У каждой стороны на вооружении имеются свои корабли, технологии и постройки, а также свои особенности игрового процесса: так, «нью-гайены» лучше действуют в больших стаях, а корабли «энтродиев» обладают большой огневой мощью, но низкой манёвренностью.

## Отзывы
| Сводный рейтинг                 | Сводный рейтинг           |
| Агрегатор                       | Оценка                    |
| ------------------------------- | ------------------------- |
| GameRankings                    | 66,25 %                   |
| Metacritic                      | 66 %                      |
| Иноязычные издания              |                           |
| Издание                         | Оценка                    |
| GameSpot                        | 6,3/10                    |
| GameSpy                         | 74/100                    |
| GameZone                        | 5,5/10                    |
| IGN                             | 8/10                      |
| Русскоязычные издания           |                           |
| Издание                         | Оценка                    |
| Absolute Games                  | 55 %                      |
| Награды                         |                           |
| Издание                         | Награда                   |
| Independent Games Festival 2000 | Приз зрительских симпатий |

Игра имеет смешанные отзывы от критиков. На сайте-агрегаторе рецензий игровых изданий Metacritic Far Gate имеет 66 баллов из 100 на основе 9 рецензий.
В своей рецензии для IGN Дэн Адамс отметил некоторые проблемы с «перегруженным» графическим интерфейсом и управлением, при котором, в частности, затруднялась функция передвижения игровых юнитов по карте. Также Дэн высказал беспокойство по поводу того, что при игре часто бывало трудно понять, что происходит на экране из-за ярких цветов и большого количества юнитов. Несмотря на это, рецензент оценил игру весьма положительно. После выхода игра получила посредственные отзывы: так, обозреватель Gamespot Бретт Тодд посчитал основной геймплей «добротным», но указывал на крайне неудобное управление и с трудом поддающуюся контролю камеру, а также длинные загрузки и частые вылеты на рабочий стол. В рецензии для AG.ru Владимир Горячев сравнивал Far Gate со схожей по концепцией игрой Homeworld, посчитав, что первая во всём уступает последней; он назвал управление в Far Gate «дикой пыткой», осмеял сюжет одиночной кампании и высказался о музыкальном сопровождении игры, что разработчики «решили до смерти запытать целый симфонический оркестр».

### Награды
На фестивале Independent Games Festival в 2000 году игра — ещё под названием The Rift — завоевала приз зрительских симпатий.